# Govern d'Andorra
El Govern d'Andorra és la representació de la prefectura de govern de la branca executiva del Principat d'Andorra. És regulat per les disposicions de la Constitució andorrana de 1993, als Capítols IV i V. El Govern és integrat pel cap de govern i dels ministres en el nombre que determina la llei. El cap de govern, dirigeix la política nacional i internacional d'Andorra —abans la d'internacional era dirigida pels coprínceps— i també l'administració de l'Estat. Com a representant de la branca executiva, exerceix la potestat reglamentària. El cap de govern és nomenat pels coprínceps, però electe pel Consell General, i no pot exercir el seu càrrec per més de dos mandats consecutius complets.
El govern actual és el corresponent a la novena legislatura, i és dirigit per Xavier Espot Zamora.

## Seu del govern
L'Edifici administratiu del Govern d'Andorra és la seu del Govern d'Andorra i de diversos serveis del govern del Principat d'Andorra. Està situat al carrer Prat de la Creu d'Andorra la Vella i al terrat s'hi troba la plaça del Poble.
Fins a l'any 1991 la sala d'exposicions del Govern es trobava al primer pis.

## Composició
El Govern actual va prendre possessió el 17 de maig de 2023:
| Càrrec                                                                  | Titular               |
| ----------------------------------------------------------------------- | --------------------- |
| Cap de Govern                                                           | Xavier Espot Zamora   |
| Ministra de Presidència, Economia, Treball i Habitatge                  | Conxita Marsol Riart  |
| Ministre de Relacions Institucionals, Educació i Universitats           | Èric Jover Comas      |
| Ministre de Finances                                                    | Ramon Lladós Bernaus  |
| Ministre de Turisme i Comerç                                            | Jordi Torres Falcó    |
| Ministra d'Afers Exteriors                                              | Imma Tor Faus         |
| Ministra de Justícia i Interior                                         | Ester Molné Soldevila |
| Ministre de Territori i Urbanisme                                       | Raul Ferré Bonet      |
| Ministra d’Afers Socials i Funció Pública                               | Trini Marín González  |
| Ministra de Salut                                                       | Helena Mas Santuré    |
| Ministre de Medi Ambient, Agricultura i Ramaderia i portaveu del Govern | Guillem Casal Font    |
| Ministra de Cultura, Joventut i Esports                                 | Mònica Bonell Tuset   |